# Eddie Dean

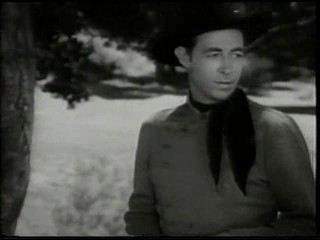
Eddie Dean 1946 in dem Western Stars Over Texas

Eddie Dean (* 9. Juli 1907 in Posey, Texas, als Edgar Dean Glosup; † 4. März 1999 in Los Angeles, Kalifornien) war ein US-amerikanischer Country-Musiker und Schauspieler. Dean hatte neben seiner Karriere als Sänger auch einige Erfolge als Cowboy-Darsteller in verschiedenen B-Western.

## Leben

### Kindheit und Jugend
Eddie Dean wurde als Edgar Dean Glosup 1907 in Texas als Sohn eines Farmers und einer Musiklehrerin geboren. Seine Mutter brachte ihm das Singen bei und 1926 zog Dean nach Chicago, Illinois, wo er seinen Künstlernamen annahm.

### Karriere
In Chicago versuchte er im Radio Fuß zu fassen, bekam aber nur einige Gastauftritte. Ein Jahr später begann Dean in Shenandoah, Iowa, zu arbeiten. 1929 begann er, mit seinem Bruder Jimmy aufzutreten, der nicht mit einem anderen Musiker namens Jimmy Dean zu verwechseln ist, und ab 1933 waren sie regelmäßige Gäste im berühmten National Barn Dance auf WLS. 1935 spielten sie für die American Record Corporation ihre ersten Platten ein und nahmen für das neue Label Decca Records auch Gospel auf.
Nachdem die beiden Brüder sich getrennt hatten, entschied Dean sich 1936, nach Hollywood zu gehen. Er begann, in kleineren Western Rollen zu übernehmen und nahm in den Jahren 1941 und 1942 acht Singles auf, darunter der Song On The Banks of the Sunny San Juan. Seinen Durchbruch als Schauspieler schaffte Dean 1944, als er in dem Film The Harmony Trail mitspielte. In den nachfolgenden Jahren sollte Dean in fast zwei Dutzend Western die Hauptrolle übernehmen und gilt heute noch als einer der zehn besten „Singing Cowboys“ der 1940er-Jahre.
Ab 1948 konzentrierte Dean sich auf seine Karriere als Musiker. Zwar hatte er 1948 mit dem Titel One Has My Name (The Other Has My Love) einen Erfolg in den Country-Charts, aber seine folgenden Singles wurden keine Hits und trotz einer klaren, kräftigen Stimme gelang es ihm nicht, in der Musikszene Fuß zu fassen. In den 1950er-Jahren war Dean hauptsächlich bei Sage & Sand Records unter Vertrag, wo er seine größten Erfolg hatte. Er begann in der Country-Show Town Hall Party aufzutreten und hatte 1955 mit I Dreamed of a Hillbilly Heaven seinen größten Erfolg. Der Song erreichte Platz 10 der Hot Country Songs und wurde Anfang der 1960er-Jahre auch von Deans Schauspieler-Kollegen Tex Ritter aufgenommen. Dean versuchte sich auch als Songschreiber. Sein Titel One Has My Name (The Other Has My Heart) wurde 1961 von Jimmy Wakely sowie 1969 von Jerry Lee Lewis aufgenommen, doch auch hier konnte Dean nicht über einen Achtungserfolg hinauskommen.
Dean führte in den 1960er- und 1970er-Jahren seine Karriere als Musiker bei kleinen Labels mit wenig Erfolg weiter. 1993 wurde er in die Cowboy Hall of Fame aufgenommen. Dean war außerdem ein Gründer der Academy of Country Music und wurde 1990 mit der Aufnahme in die Western Music Association Hall of Fame sowie 1992 mit der Aufnahme in die Western Swing Society Hall of Fame geehrt.

## Diskografie

### Singles
Chronologie unbekannt.
Diskografie ist nicht vollständig.
| Jahr                | Titel                                                                                     | Anmerkungen                               |
| ------------------- | ----------------------------------------------------------------------------------------- | ----------------------------------------- |
| Decca Records       |                                                                                           |                                           |
| 1935 (?)            | Tell Mother I’ll Be There / No Disappointment In Heaven                                   | mit Jimmy Dean                            |
| 1935 (?)            | There Shall Be Showers of Blessing / Happy in Him                                         | mit Jimmy Dean                            |
| 1941                | On The Banks of Sunny San Juan / When It’s Harvest Time in Peaceful Valley                |                                           |
| 1941                | Little Grey Home In The West / Where The Silvery Colorado Wends Its Way                   |                                           |
| 1942                | I’m Back In The Saddle Again / Sleepy Time in Caroline                                    |                                           |
| 1942                | How Can You Say You Love Me / I’m Comin’ Home, Darlin’                                    |                                           |
| Majestic Records    |                                                                                           |                                           |
| 1946                | Missouri / No Vacancy                                                                     |                                           |
| 1946                | There’s A Rose That Grows In The Ozarks / I Was Wrong                                     |                                           |
| 1946                | Rainbow At Midnight / Kentucky Waltz                                                      |                                           |
| 1946                | Ain’t It A Shame Love, Ain’t It A Shame / I’ll Cry on my Pillow Tonight                   |                                           |
| 1947                | Toodle-Oo My Darlin’ / Spring Has Come To Old Missouri                                    |                                           |
| 1947                | On The Banks of the Sunny San Juan / Let’s Go Sparkin’                                    |                                           |
| 1947                | It’s a Boy / A’m A Kansas Man                                                             | als Eddie Dean & his Boys                 |
| 1946                | The Midnight Train (of Lonesome Valley) / Rosanne of San Jose                             | als Eddie Dean & his Boys                 |
| 1947                | The Midnight Train (of Lonesome Valley) / Rosanne of San Jose                             | Wiederveröffentlichung von Majestic 11021 |
| Bel Tone Records    |                                                                                           |                                           |
|                     | Careless Darlin’ / This Lonely World                                                      |                                           |
|                     | Born To Be Blues / The Low Road’s Good Enough For Me                                      |                                           |
|                     | For Better of Worse / Cry-Cry-Cry                                                         |                                           |
|                     | Dream Rose / 1501 Miles of Heaven                                                         |                                           |
| Mercury Records     |                                                                                           |                                           |
| 1949                | Don’t Tell Me Stories / Careless Hands                                                    |                                           |
| 1949                | One You Must Chose / On The Banks of the Sunny San Juan                                   |                                           |
| 1949                | Neath Texas Skies / One You Must Chose                                                    |                                           |
| 1949                | I Wish I Knew / Fool’s Golds                                                              |                                           |
| 1949                | Devil’s Desert Land / You Want To Divorce Me                                              |                                           |
| 1949                | On The Banks of the Sunny San Juan / Cowboy                                               |                                           |
| 1950                | I Asked a Dream / Call of the Outlaw                                                      |                                           |
| Capitol Records     |                                                                                           |                                           |
| 1951                | My Life With You / Will They Open Up That Door                                            |                                           |
| 1951                | If I Sould Come Back / All That I’m Asking Is Sympathy                                    |                                           |
| 1951                | Please Don’t Cry / I’ll Be Back                                                           |                                           |
| 1951                | I’m The Old Friend / My Sweetheart, My Own                                                |                                           |
| 1951                | I Married The Girl (Who Caught The Bouquet) / Let Me Hold You When You’re Blue            |                                           |
| 1951                | Roses Reminds Me of You / I’m Not In Love, Just Involved                                  |                                           |
| 1951                | Beloved Enemy / The Lord’s Prayer                                                         |                                           |
| 1951                | Blue Wedding Bells / Tears on my Guitar                                                   |                                           |
| 1952                | Cold Yellow Gold / Poor Little Swallow                                                    |                                           |
| Intro Records       |                                                                                           |                                           |
| 1955                | I’m A Stranger In My Home / Put A Little Sweetin’ (In Your Love)                          |                                           |
| Commerce Records    |                                                                                           |                                           |
|                     | Don’t Take Advantage of Me / Stop Me If You’ve Heard This One Before                      |                                           |
| Sage & Sand Records |                                                                                           |                                           |
| 1955                | I Dreamed of a Hillbilly-Heaven / Stealing                                                |                                           |
| 195?                | Impatient Blues / Second Hand Romance                                                     |                                           |
| 195?                | Blessed Are They / Walk Beside Me                                                         |                                           |
| 195?                | An Orphan’s Prayer / Just Awhile                                                          |                                           |
| 1955 (?)            | Somebody Great / The First Christmas Bell                                                 |                                           |
| 1956 (?)            | Open Up The Door Baby / Sign On The Door                                                  | mit Joanie Hall                           |
| 1956 (?)            | Downgrade / Look Homeward Angel                                                           |                                           |
| 1956                | Rock & Roll Cowboy / Banks of the Old Rio Grande                                          | mit der Cletro Combo                      |
| 1956                | Fingerprints / Walkin’ After Midnight                                                     |                                           |
| 1957 (?)            | Lonesome Guitar / Taos                                                                    |                                           |
| 1957                | Night Train / One Foot Caught In Quicksand                                                |                                           |
| 1957                | Iowa Rose Nothing But Echoes                                                              |                                           |
| 1958                | Green Grass / Your Wayward Heart                                                          |                                           |
| 1960                | I Took The Blues out of Tomorrow / Seeds of Doubt                                         |                                           |
| 1960                | If Dreams Could Come True / Somewhere Along The Line                                      |                                           |
| 1961                | Rocket To Heaven / Smoke Signals                                                          |                                           |
| Chrystal Records    |                                                                                           |                                           |
| 1959                | One Has My Name (The Other Has My Heart) / Wake Me Up In The Morning By The Swannee River |                                           |
|                     | California Waltz / Baby You Should Live So Long                                           |                                           |
|                     | A Gravedigger’s Lament / Millian Tears Ago                                                |                                           |
| Mosrite Records     |                                                                                           |                                           |
| 1963                | One More Time Around / Playing Both Ends Against The Middle                               |                                           |
| DJ EDEP 5           |                                                                                           |                                           |
|                     | EP - I Could Cry Over You - Way Out Yonder - Waggin’ Tongues - Old Wyoming                |                                           |
| Gold Seal Records   |                                                                                           |                                           |
|                     | ? /?                                                                                      |                                           |
| Ode Records         |                                                                                           |                                           |
|                     | Driftin’ Alone / The Human Touch                                                          |                                           |
|                     | I’m A Stranger In My Home / Put A Little Sweetin’ (In Your Love)                          |                                           |
|                     | Bimbo / No No Not Grandma                                                                 |                                           |
| Varsity Records     |                                                                                           |                                           |
|                     | Ain’t It a Shame Love, Ain’t It a Shame / I’m a Kansas Man                                |                                           |
|                     | No Vacancy / The Midnight Train (of Lonesome Valley)                                      |                                           |

### Alben
- 1956: Greater Westerns
- 1957: Greatest Westerns
- 1957: Hi-Country
- 1961: Favorites of Eddie Dean
- 1968: Hillbilly Heaven
- 1968: Little Green Apples
- 1968: Release Me
- 1970: Eddie Dean Sings
- 1970: Eddie Dean sings a Tribute to Hank Williams
- 1974: Sincerely, Eddie Dean
- 1976: A Cowboy Sings Country
- 1981: I Dreamed of a Hillbilly Heaven

## Filmografie (Auswahl)
- 1938: Western Jamboree
- 1939: Teufelsreiter von Texas (Range War)
- 1942: Fuzzy greift ein (The Lone Rider and the Bandit)
- 1944: Harmony Trail
- 1947: Cowboy Serenade (Black Hills)
- 1948: The Tioga Kid